# 沼尻駅 (福島県)
沼尻駅（ぬまじりえき）は、福島県耶麻郡猪苗代町若宮にあった磐梯急行電鉄の駅（廃駅）である。磐梯急行電鉄の廃線に伴い1969年（昭和44年）3月27日に廃駅となった。

## 概要
開業時からの駅の一つで、当線の終着駅として開業した。
旧駅名は大原駅であるが、1923年（大正12年）11月から実施された国鉄との連帯運輸に備えて、他の駅と同名になることを避けるために、沼尻駅に改称した。
当駅から沼尻鉱山のある選鉱所までは索道で結ばれていた。

## 歴史
- 1913年（大正2年）5月11日：日本硫黄耶麻軌道部（後の磐梯急行電鉄）川桁駅 - 当駅間開通（全通）に伴い大原駅（おおはらえき）として開業。
- 1923年（大正12年）10月28日[1]：沼尻駅に改称。
- 1968年（昭和43年）10月14日：磐梯急行電鉄の営業休止に伴い休止駅となる。
- 1969年（昭和44年）3月27日：磐梯急行電鉄の廃線に伴い廃止。

## 駅構造
廃止時点で、単式ホーム1面1線を有する地上駅であった。ホームは線路の南東側（沼尻方面に向かって右手側）に存在した。そのほか、本線のホーム部分の真北に車輌転回用のデルタ線を有し、デルタ線の先端部は側線として長く伸び、さらに途中から計3線の側線が分岐し、うち1線は沼尻鉱山の精錬所から結ばれた索道で運ばれて来た硫黄の積込設備への引込線、残り2線は倉庫への貨物側線であった。また、デルタ線の左辺に当たる部分の途中から分岐しさらに2線に分岐する工場線、及び本線川桁方から構内南西方に分岐しさらに2線に分岐、片方には小さな車庫が設置された車庫線も有した。硫黄の積込設備では、屋内でバケットから無蓋貨車に積載された。
職員配置駅となっており、駅舎は構内の南東側に位置しホーム中央部分に接していた。

## 駅周辺
- 国道115号
- 福島県道24号中の沢熱海線
- 中ノ沢温泉
- 沼尻温泉
- 沼尻スキー場

## 駅跡
1996年（平成8年）時点では、駅舎の位置が移動し関連会社であった沼尻観光の事務所として再利用されていた。当時の車庫も残存し、その隣に駅舎が移動していた。附近の木材倉庫の陰にレールが6本打ち捨てられていた。2007年（平成19年）5月時点でも同様で、駅舎の移設については向きを東から南に変え、位置を若干西側に移動させたとのことであった。また「なつかしの沼尻軽便鉄道を訪ねて」と記載され、駅の説明文と現役時代の写真が付いた、駅名標を模した案内板が建てられていた。2010年（平成22年）4月時点でも同様であったが駅舎は既に利用されていない模様であった。
当駅跡附近の線路跡は木地小屋駅跡から続く未舗装道路となっており、2007年（平成19年）5月時点では当駅跡手前にあった小さな橋梁が、林の中に利用可能の状態で残存していた。2010年（平成22年）4月時点でも同様で、渡るために木片が敷かれていた。
国道115号から中ノ沢温泉への分岐地点近くが、「沼尻駅前」という地名となっている。

## 隣の駅
磐梯急行電鉄
木地小屋駅 - 沼尻駅